# Герб Южной Георгии и Южных Сандвичевых Островов
Герб Южной Георгии и Южных Сандвичевых Островов официально был принят в 1985 году, сразу же после создания территории. До 1985 года использовался герб Фолклендских островов.
Герб Южной Георгии и Южных Сандвичевых островов состоит из щита, покрытого белыми и голубыми ромбами, содержащего треугольник зелёного цвета, в котором размещён золотой лев, держащий факел, и две жёлтых звезды. Лев с факелом представляет Великобританию и открытие островов. Белые и голубые ромбы взяты с герба Джеймса Кука, первооткрывателя островов.
Щитодержателями выступают морской лев и золотоволосый пингвин, которые в изобилии водятся на островах. Над щитом возвышается северный олень, от двух стад северного оленя, обнаруженных на островах Южной Георгии. Морской лев стоит на горе, в то время как пингвин стоит на льду.
Под щитом размещен девиз Leo Terram Propriam Protegat (с лат. — «Пусть лев защитит свою страну»).
Герб также изображён на флаге Южной Георгии и Южных Сандвичевых Островов.